# Referèndum eslovè sobre el Codi Familiar de 2012
Un referèndum va tindre lloc a Eslovènia el 25 de març de 2012 amb el nou codi familiar aprovat per la coalició llavors governant liderada per Borut Pahor. El codi va ser rebutjat amb 54,55% pels votants en contra de la llei.

## Rerefons
El projecte de llei de Codi Familiar aprovat pel govern de Borut Pahor, que va ampliar les unions registrades entre persones del mateix sexe ja existents per tindre tots els drets de les parelles casades, a excepció de l'adopció (excloent l'adopció de fillastre). La llei també va ampliar les disposicions que protegeixen els drets dels xiquets, com ara prohibir el càstig corporal i l'establiment del defensor del poble per xiquets. Un grup conservador "Iniciativa Civil per la Família i els Drets dels Infants" que s'oposava a les unions entre persones del mateix sexe va reunir les firmes necessàries per forçar un referèndum sobre la llei.